# Paolo Liguori

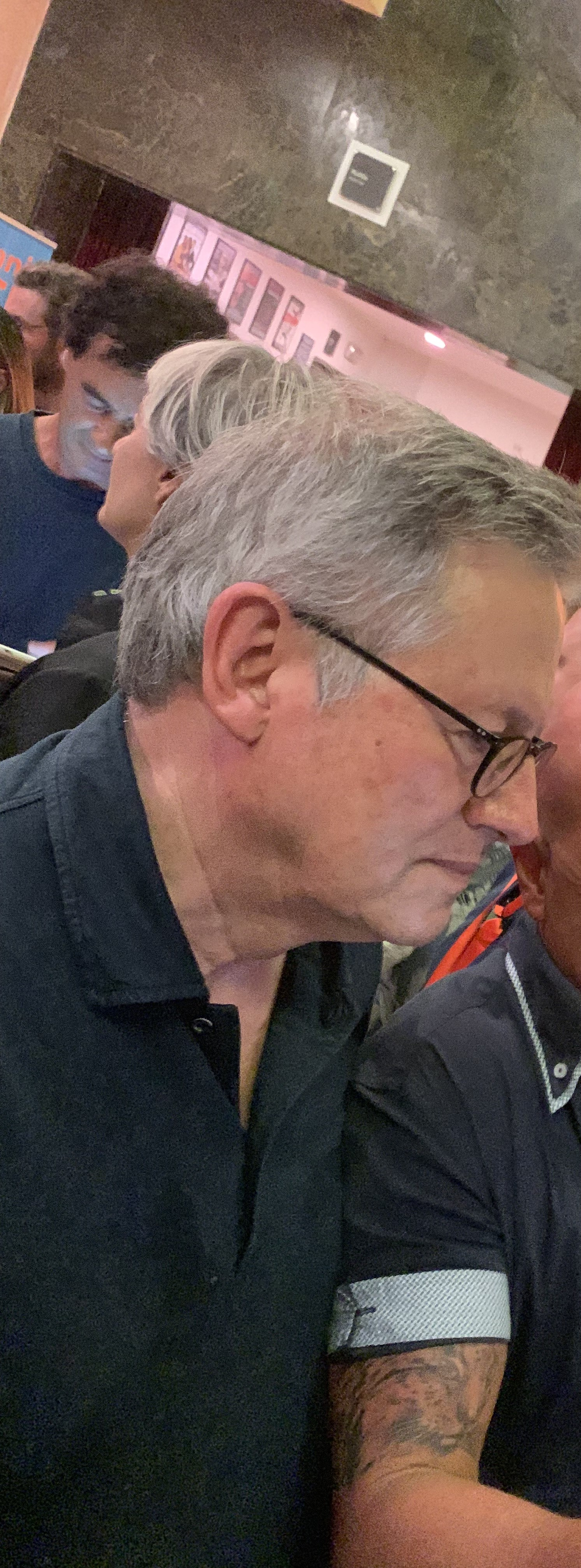
Liguori a una convention di Giovanni Toti del 2019

Paolo Liguori (Roma, 6 giugno 1949) è un giornalista italiano.

## Biografia
Studente universitario alla facoltà di Architettura “Valle Giulia” di Roma, è uno degli animatori del gruppo extraparlamentare degli "Uccelli", colorati disturbatori di assemblee studentesche e convegni di intellettuali. All'epoca è conosciuto con il soprannome di "Straccio". Entra poi nel gruppo di Lotta Continua, di cui è uno degli esponenti più radicali. Dal 1978 al 1980 lavora come giornalista al quotidiano del movimento Lotta Continua e diventa giornalista professionista. Negli anni in cui collabora con il quotidiano conosce l'avvocato Grazia Volo, ancora oggi sua compagna e un figlio che e anche lui giornalista Tommaso Liguori lavora su Sky TG24. Dal 1981 lavora presso la redazione del quotidiano Bresciaoggi, edito da una società cooperativa. Dal 1984 lavora presso la redazione romana del Giornale di Sicilia. Nel 1985 viene assunto da Indro Montanelli al Giornale: nella redazione romana si occupa prima di economia e poi di politica.
Nel 1988 contribuisce per Il Giornale ad una delle molte inchieste che in quegli anni la stampa faceva sulle inefficienze, il malcostume e gli abusi seguiti al terremoto dell'Irpinia del 1980.
Nel 1989 diventa inviato. Dal 1989 al 1992 è direttore del settimanale Il Sabato, vicino a Comunione e Liberazione. È la sua prima direzione.
Nel 1992 è nominato direttore del quotidiano Il Giorno, che lascia il 16 settembre 1993 quando assume la direzione di Studio Aperto, telegiornale di Italia 1 (gruppo Fininvest poi Mediaset). Suo vice a Studio Aperto è il giornalista siciliano Giuseppe Sottile. Sulla stessa emittente conduce dal febbraio 1994 anche Fatti e misfatti, programma di approfondimento sull'attualità politica. Dal 5 ottobre 1997 all'8 febbraio 1998 conduce ogni domenica in seconda serata, su Canale 5, la parte introduttiva in studio del ciclo cinematografico Cattivi Maestri, costituito da alcune pellicole significative per l'epoca della contestazione studentesca.
Nel 1998 presta la sua voce doppiando il vero direttore Seymour Skinner nella serie I Simpson nell'episodio Il direttore e il povero. 
Dal 4 aprile 2000 è stato sostituito alla direzione del Tg di Italia 1 da Mario Giordano e diventa direttore di Videonews, testata giornalistica di Mediaset, che comprende anche la redazione sportiva; nella stagione 2002-2003 ha condotto Senza rete, programma di sport in onda su Rete 4. 
Dal 16 giugno 2003 al 28 novembre 2011 è stato direttore di TGcom (gruppo Mediaset). Dal 20 novembre 2007 ha aperto un suo blog, riprendendo il titolo della sua vecchia rubrica Fatti e misfatti. È direttore del laboratorio della scuola di giornalismo del Master Campus Multimedia, consorzio creato dall'Università IULM e Mediaset.
Insegna anche Editoria Multimediale presso la Università Lumsa di Roma nel corso di laurea specialistica in Editoria e giornalismo. Dal lunedì al venerdì tiene una rubrica di commento su Radio 101 chiamata Graffi quotidiani. È un grande tifoso della Roma e ha partecipato per tanti anni in qualità di opinionista al programma calcistico Controcampo, prima condotto da Sandro Piccinini e poi da Alberto Brandi. 
Dal 18 giugno 2013 conduce ogni giorno, alle ore 13, su TGcom24 Fatti e misfatti (il nome della rubrica riprende l'omonimo programma andato in onda a partire dal 1993 su Italia 1).
Dal 1º novembre 2015 al 16 giugno 2019 è stato direttore di TGcom24.
Nel febbraio del 2022 con Piero Sansonetti lancia la web tv de Il Riformista di cui è direttore editoriale.
La sua collocazione politica ha subito nel tempo un mutamento simile a quello di Carlo Panella, Giuliano Ferrara e Giovanni Lindo Ferretti, che partendo da posizioni di estrema sinistra sono arrivati ad essere sostenitori del centro-destra.

## Procedimenti giudiziari
Nel 2009 la Cassazione lo condanna per diffamazione a mezzo stampa ai danni dei tre giudici torinesi che nel 1995 avevano disposto l'arresto dell'allora presidente di Publitalia Marcello Dell'Utri: Paolo Liguori nel corso della trasmissione Studio Aperto aveva paragonato l'operato dei giudici a quello dei militari serbi in Bosnia ed Erzegovina.
Tifoso romanista, l'11 febbraio 2016, a seguito di alcune dichiarazioni polemiche contro l'arbitro Nicola Rizzoli in vista della partita Juventus-Napoli nel corso della trasmissione Tiki Taka, in cui aveva pronosticato un suo errore in mala fede a favore dei bianconeri, viene querelato dall'Associazione Italiana Arbitri e dallo stesso Nicola Rizzoli (per la cronaca, Nicola Rizzoli saltò quella partita a causa di un infortunio occorso pochi giorni prima, venendo sostituito da Daniele Orsato).